# Malesze
Malesze is een plaats in het Poolse district  Bielski (Podlachië), woiwodschap Podlachië. De plaats maakt deel uit van de gemeente Wyszki en telt 220 inwoners.